# 高浜とりめし
高浜とりめし（たかはまとりめし）は愛知県高浜市の郷土料理。水を使わずにたまり、砂糖、鶏脂でスライスした鶏肉を炊き（あるいは炒め）、白米と混ぜ合わせた料理である。
明治時代、日露戦争に従軍した加藤弥七が、ニワトリの孵化技術を持ち帰えり、吉浜地区には養鶏業が地場産業として根付いた。鶏卵の生産が 盛んになると同時に卵を産まなくなった成鶏（廃鶏とも呼ばれる）も増え、次第に成鶏（廃鶏）を食べることも広まっていった。とりめしは、各家庭や地域で成鶏（廃鶏）の食べ方のひとつとして伝えられてきた料理であり、家庭の味である。
2010年にとりめしによるまちおこしを目的として「高浜とりめし学会」が発足。高浜市内でとりめしを提供する飲食店などのとりまとめ、メニュー開発、イベントなどを企画運営し、PR活動を行っている。
2022年3月に文化庁の100年フード・近代の100年フード部門に認定された。